# Белехово
Бе́лехово (рос. Белехово) — присілок у складі Бабушкінського району Вологодської області, Росія. Входить до складу Міньковського сільського поселення.

## Населення
Населення — 39 осіб (2010; 56 у 2002).
Національний склад (станом на 2002 рік):
- росіяни — 100 %